# Маришка (родник)
Маришка («Маришкин» родник) — родник, памятник природы, занесённый в соответствующий кадастр как Особо охраняемая природная территория регионального значения. Общая площадь 1,03 га.

## Описание
«Маришкин» родник расположен в Ленинском районе Ульяновска, в конце улицы Федерации. Выход в овраге двух ключей, расстояние между которыми 5 метров, фактически является истоком реки Симбирка. Родник «Маришка» объявлен памятником природы (ООПТ № 90) постановлением главы администрации Ульяновской области № 32 от 20.02.1996 года.

## Геология
Геологически территория сложена из меловых, неоген-четвертичных и четвертичных отложений. Нижнемеловые отложения (K, Аl) литологически представлены твёрдыми, чёрными глинами, в кровле полутвёрдыми выветрелыми. Мергелями трещиноватыми литологически представлены верхнемеловые отложения туронско-сантонского яруса (К2t-st). Отложения погребённой долины неогенчетвертичного возраста (N2-Q1) представлены суглинками опесчаненными, они прорезают толщу верхнемеловых отложений. На территории существуют неоген-четвертичный и верхнемеловой водоносные горизонты. Водовмещающие породы — мергели. Нижнемеловые альбские глины служат водоупором. Источники питания — инфильтрация атмосферных осадков, подпитка из верхнемелового водоносного горизонта и, частично, утечка из водонесущих коммуникаций.
По химическому составу подземные воды характеризуются как пресные, жёсткие, гидрокарбонатно-кальциевые. Количество азотистых соединений, железа и тяжёлых металлов ниже ПДК. Постоянно прослеживаются повышенная превышение ПДК бактериологических показателей и окисляемость.
Расход воды в верхнем каптаже — 0,12 до 1,3 л/с, в нижнем каптаже в последние два года наблюдается лишь слабое высачивание в стене каптажа. Общий расход от родников, замеренный в ручье в районе водовыпуска составил 4,6 л/с.

## Галерея

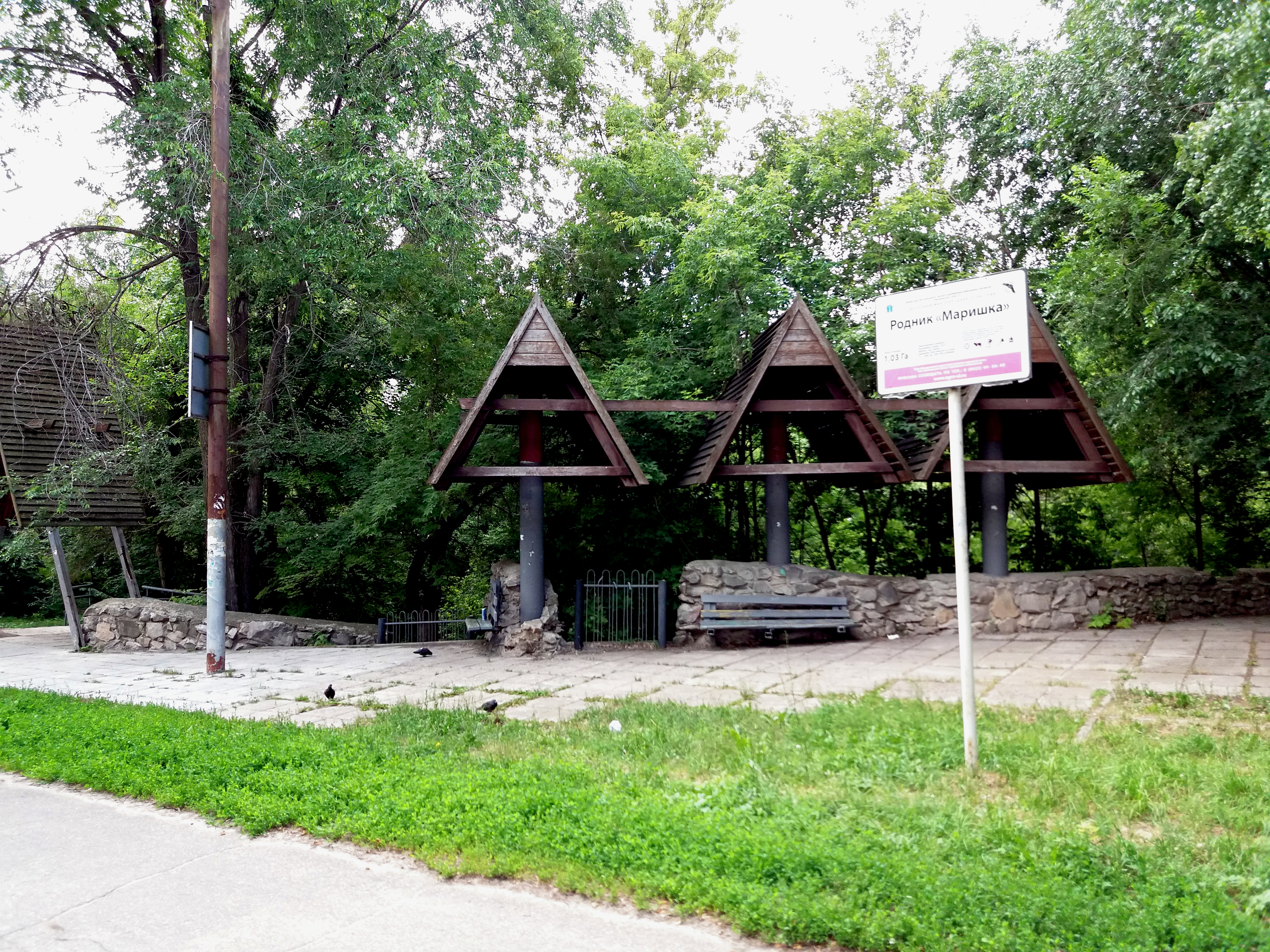
У входа к роднику «Маришка».
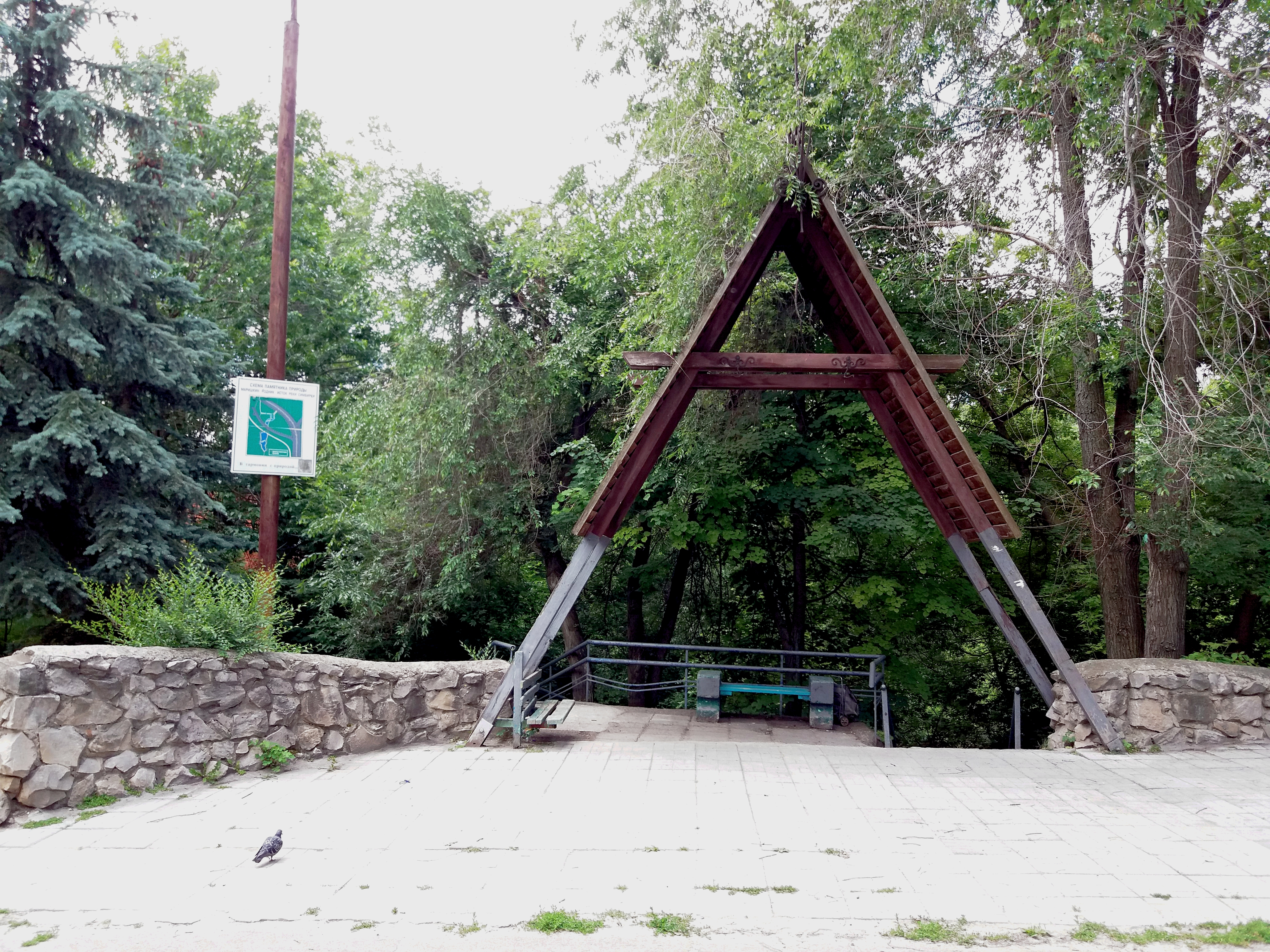
Вход к роднику «Маришка».
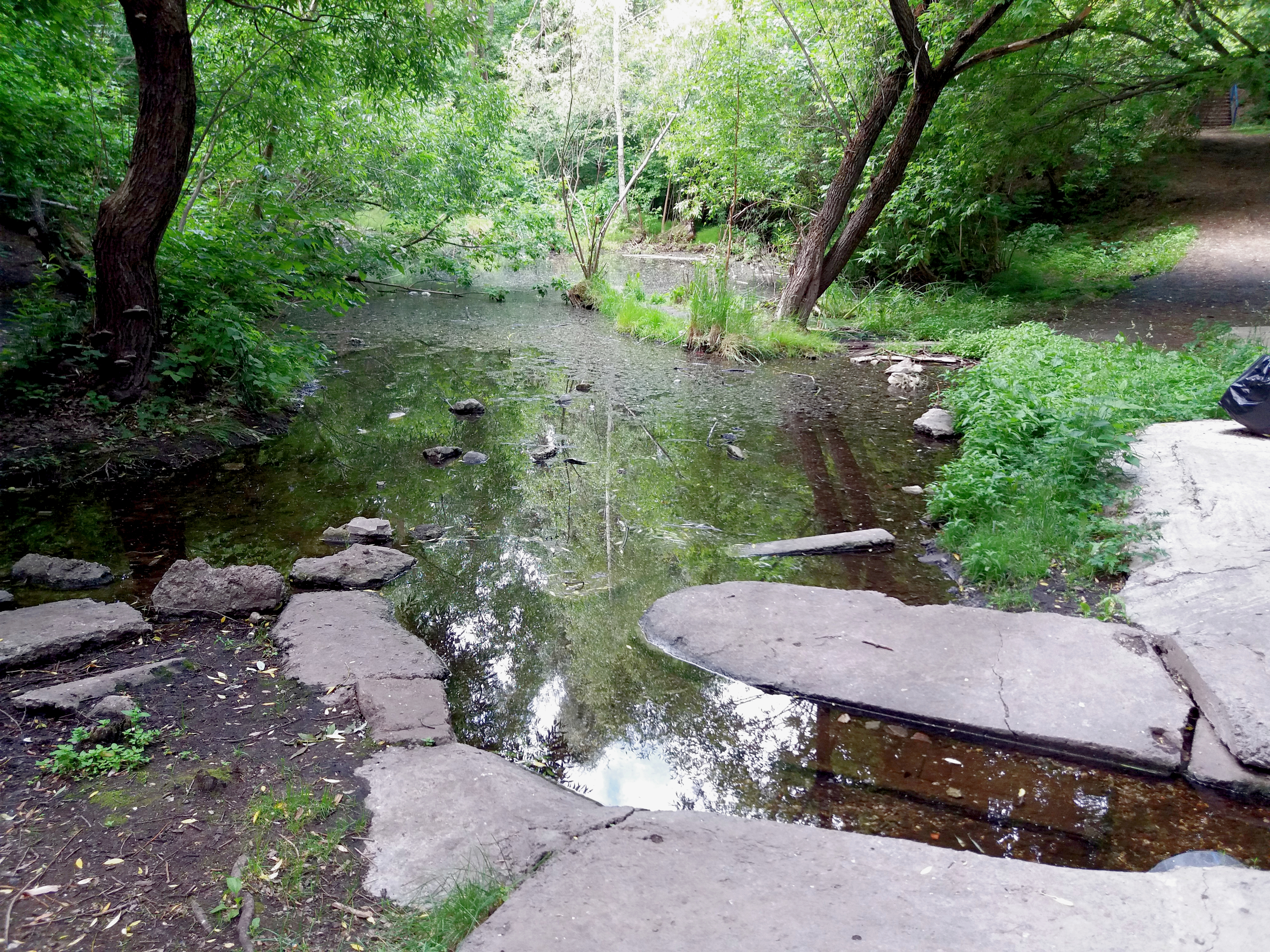
Озеро «Маришка».
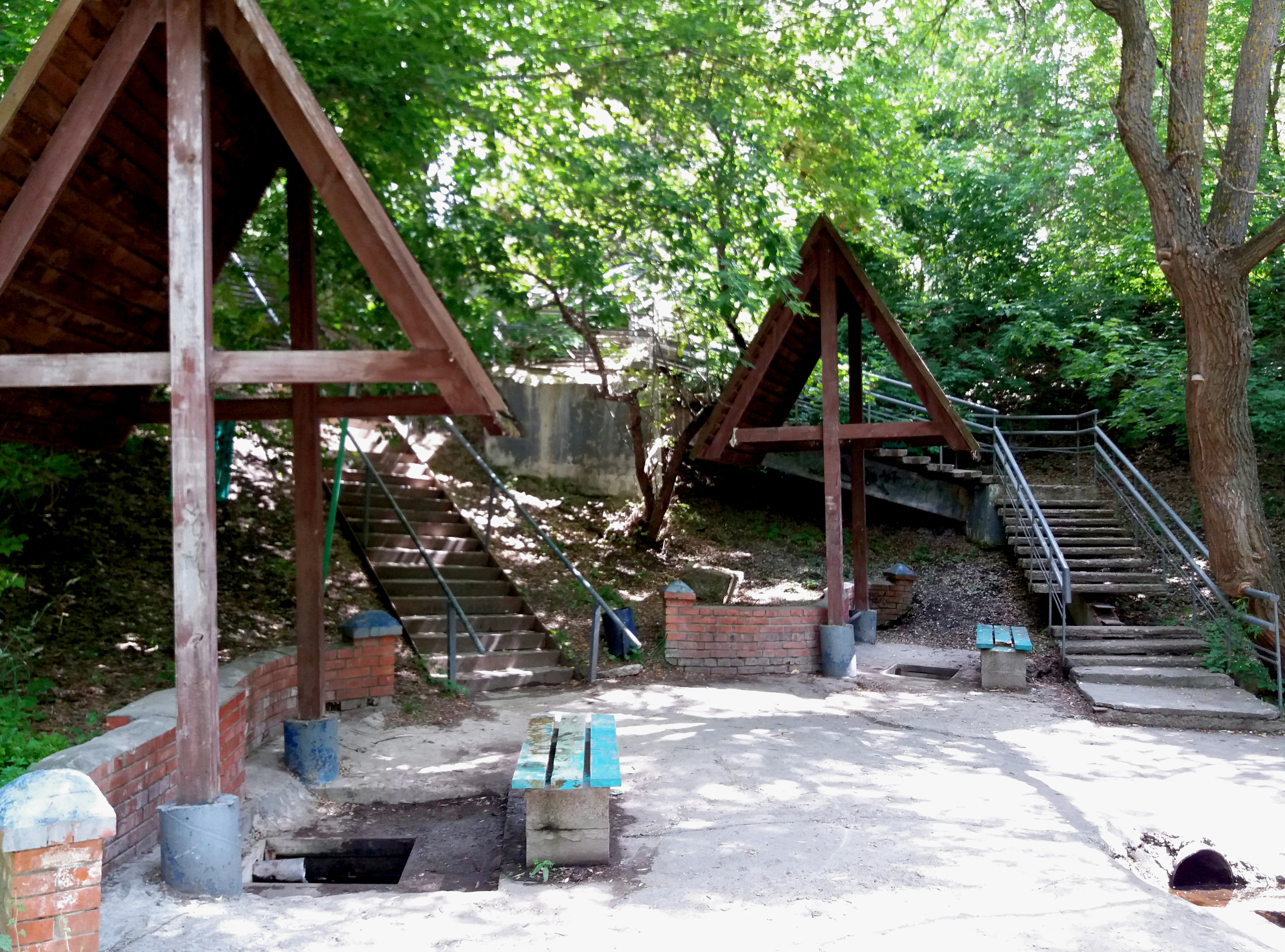
Родники «Маришка».
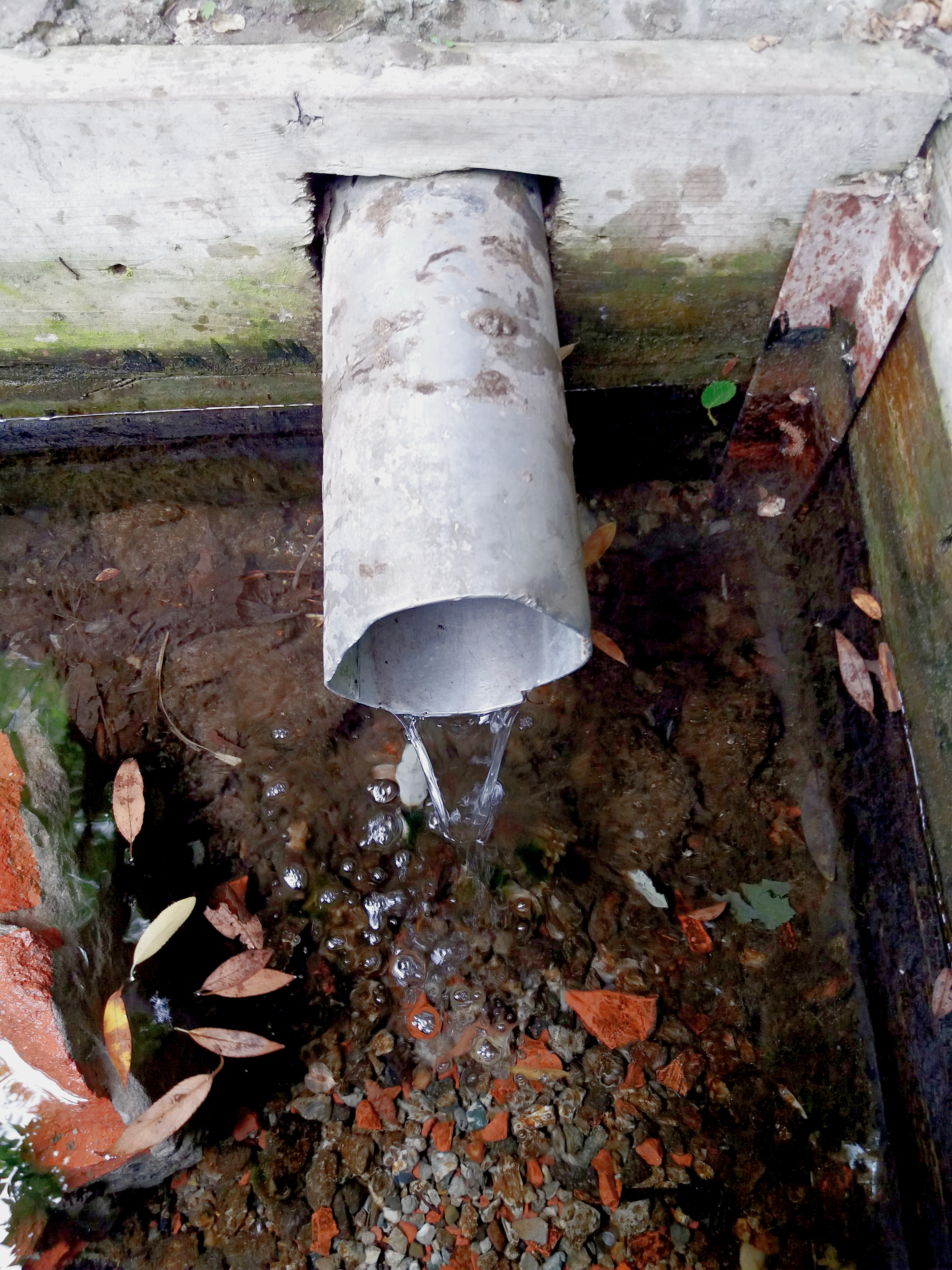
Родник «Маришка».
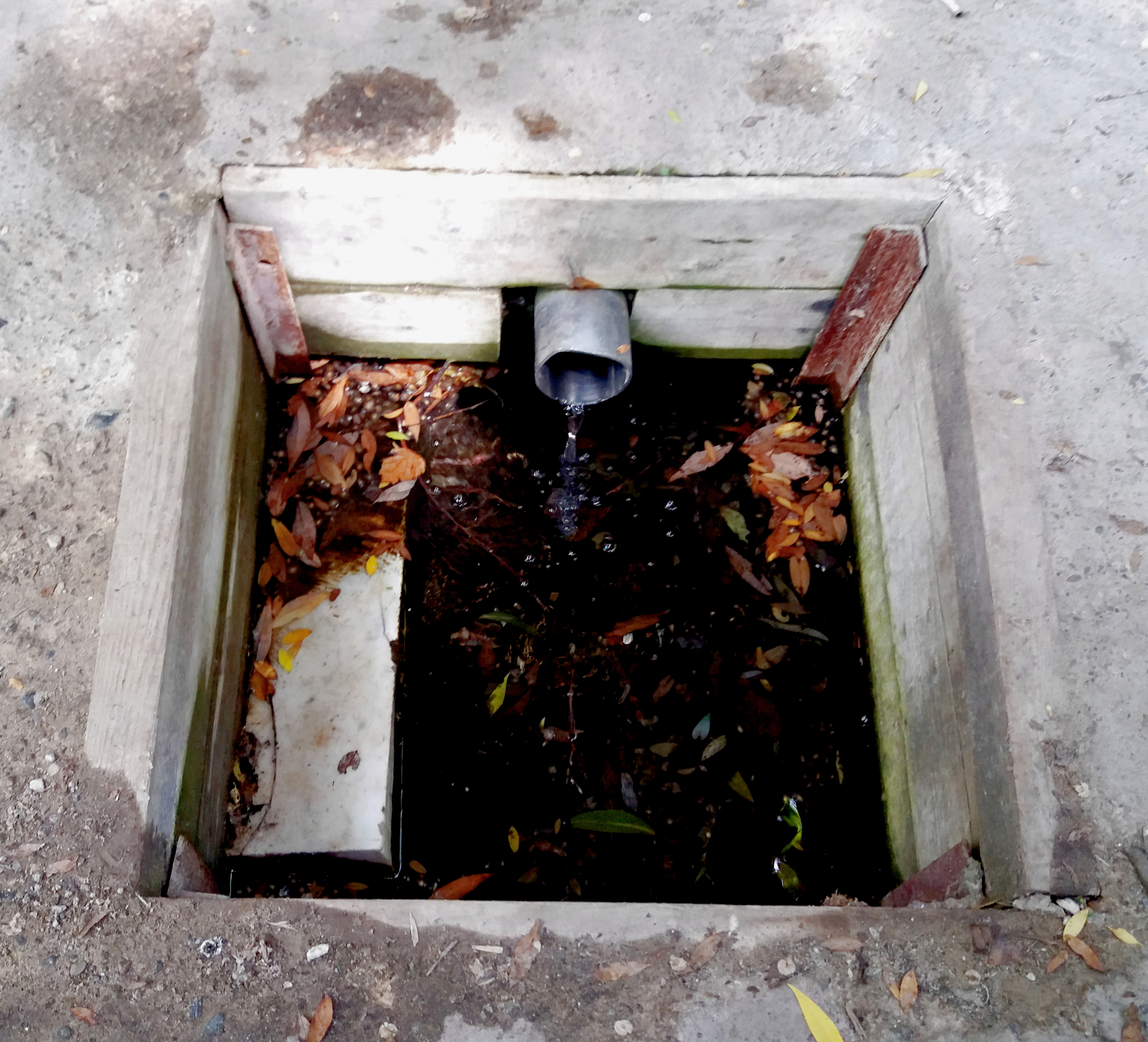
Родник «Маришка» № 1.
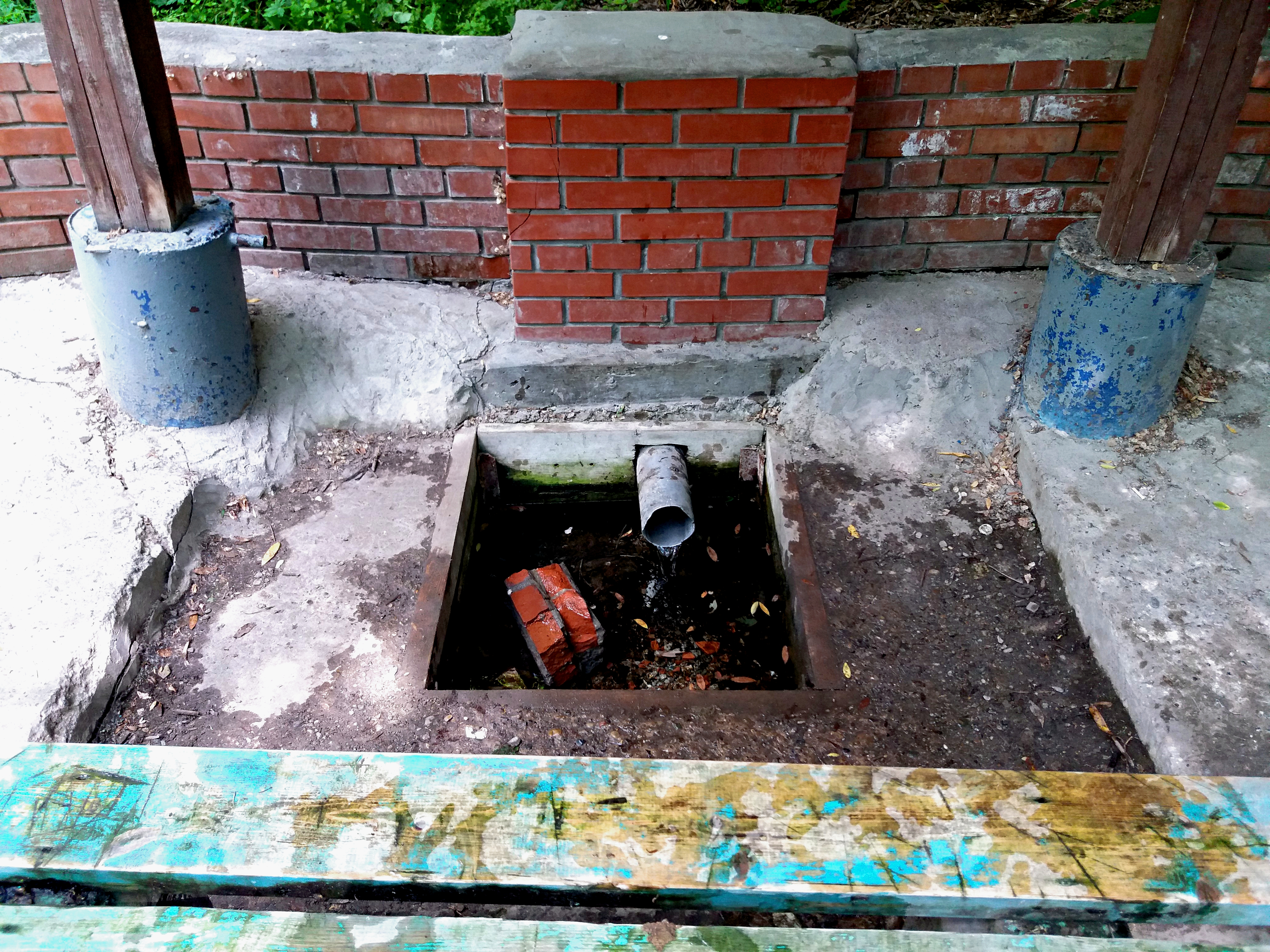
Родник «Маришка» № 2.